# Варбола
59°02′43″ с. ш. 24°27′08″ в. д.
Ва́рбола (лат. Castrum Warbole, эст. Varbola) — крепость на территории современного эстонского уезда Харьюмаа. Одна из крупнейших крепостей с круговым валом и крупный торговый центр X—XII веков.
В древнерусских летописях упоминается, как «город Воробийный» или «Воробьев нос». Была сильно укреплена (известняковый вал около 580 метров в длину и высотой 8—10 м). Площадь около 2 га. Были возведены высокие оборонительные башни и длинные шлюзы с несколькими воротами для защиты входа в крепость.
Раскопки 1938—1941 и 1953 годов показали, что Варбола возникла в X веке.
Впервые упоминается, как Castrum Warbole в хронике Генриха Латвийского в 1211 году когда она была осаждена новгородцами и псковичами под командованием князя Мстислава Мстиславича Удатного и принуждена платить дань.
В начале XIII века важный опорный пункт эстов в борьбе с орденом меченосцев во время Ливонского крестового похода.
Варбола потеряла своё значение во второй половине XIV века, была разрушена и заброшена, сыграв важную роль в ходе крестьянской войне в Эстонии (1343—1345) за освобождение страны от германско-датского ига.
Руины крепости стоят по сей день.